# Cratere Vestri
Vestri è un cratere sulla superficie di Callisto.